# Уиллис (остров)
Уи́ллис (англ. Willis Island) — единственный постоянно населённый остров региона Территория островов Кораллового моря (Квинсленд, Австралия).

## Описание
Остров Уиллис находится в Коралловом море за Большим Барьерным рифом. Расстояние до материка около 450 километров. Остров имеет правильную овальную форму, размеры 500 на 150 метров, площадь 0,077 км², высшая точка — 9 метров над уровнем моря, население — 4 человека по данным марта 2018 года. Метеостанция, небольшой маяк.

### Метеорологическая станция
В 1921 году Бюро метеорологии открыло на острове метеостанцию. Основной её задачей было предупреждать Квинсленд о приближении циклонов. Первым старшим сотрудником этой станции был Джон Кинг Дэвис (1884—1967). Он был известным исследователем и навигатором Антарктики, также известен тем, что основал метеостанцию на острове Маккуори.
2 февраля 2011 года через остров Уиллис прошёл циклон Яси. Перед тем как выйти из строя, анемометр показал скорость ветра 185 км/ч (51,4 м/с); давление упало до 703,5 мм рт. ст. Персонал метеостанции был эвакуирован с острова накануне. Ураган не только уничтожил все постройки и оборудование острова, но и вырвал с корнем бо́льшую часть его растительности и даже несколько изменил площадь и саму форму Уиллиса. В ограниченном режиме метеостанция начала функционировать лишь 17 февраля, в полном режиме — с 12 декабря 2011 года.

### Птицы
Несмотря на скромный размер острова, на нём обитает множество птиц. Больше всего клинохвостых буревестников, тёмных крачек, обыкновенных глупых крачек и чёрных глупых крачек. Периодически, во время миграции, на острове появляются голуболицая олуша, бурая олуша, красноногая олуша, а также фрегат Ариель и, реже, крачка Берга. Кроме того, иногда на острове можно встретить полосатого пастушка, фифи, священную альциону и краснохвостого фаэтона.